# Associazione Sportiva Lodigiani 1994-1995
Questa pagina raccoglie le informazioni riguardanti l'Associazione Sportiva Lodigiani nelle competizioni ufficiali della stagione 1994-1995.

## Rosa
| N. |                   | Ruolo | Calciatore          |
| -- | ----------------- | ----- | ------------------- |
|    | Italia (bandiera) | D     | Gianfranco Balzano  |
|    | Italia (bandiera) | A     | Mario Bartolelli    |
|    | Italia (bandiera) | D     | Alessandro Battisti |
|    | Italia (bandiera) | A     | Daniele Beltrammi   |
|    | Italia (bandiera) | C     | Federico Bettoni    |
|    | Italia (bandiera) | P     | Paolo Bordoni       |
|    | Italia (bandiera) | C     | Vincenzo Botticelli |
|    | Italia (bandiera) | A     | David Di Michele    |
|    | Italia (bandiera) | D     | Fabio Ercoli        |
|    | Italia (bandiera) | D     | Giammarco Frezza    |
|    | Italia (bandiera) | C     | Giorgio Gorgone     |

| N. |                   | Ruolo | Calciatore           |
| -- | ----------------- | ----- | -------------------- |
|    | Italia (bandiera) | C     | Pino La Scala        |
|    | Italia (bandiera) | D     | Emiliano Leva        |
|    | Italia (bandiera) | A     | Gianni Matticari     |
|    | Italia (bandiera) | D     | Luca Miscoli         |
|    | Italia (bandiera) | C     | Timoteo Nannicini    |
|    | Italia (bandiera) | A     | Giovanni Maria Rassu |
|    | Italia (bandiera) | D     | Roberto Sala         |
|    | Italia (bandiera) | C     | Giuseppe Selvaggio   |
|    | Italia (bandiera) | C     | Roberto Sorrentino   |
|    | Italia (bandiera) | C     | Andrea Viola         |

## Risultati

### Campionato

#### Girone di andata
| 28 agosto 1994 1ª giornata | Barletta | 1 – 0 | Lodigiani |  |

| 4 settembre 1994 2ª giornata | Lodigiani | 2 – 1 | Empoli |  |

| 11 settembre 1994 3ª giornata | Ischia Isolaverde | 0 – 0 | Lodigiani |  |

| 18 settembre 1994 4ª giornata | Lodigiani | 0 – 1 | Nola |  |

| 25 settembre 1994 5ª giornata | Chieti | 2 – 2 | Lodigiani |  |

| 2 ottobre 1994 6ª giornata | Lodigiani | 1 – 0 | Juventus Stabia |  |

| 9 ottobre 1994 7ª giornata | Pontedera | 1 – 1 | Lodigiani |  |

| 16 ottobre 1994 8ª giornata | Avellino | 1 – 1 | Lodigiani |  |

| 23 ottobre 1994 9ª giornata | Lodigiani | 3 – 2 | Turris |  |

| 6 novembre 1994 10ª giornata | Gualdo | 4 – 0 | Lodigiani |  |

| 13 novembre 1994 11ª giornata | Lodigiani | 1 – 1 | Siena |  |

| 20 novembre 1994 12ª giornata | Siracusa | 1 – 0 | Lodigiani |  |

| 27 novembre 1994 13ª giornata | Lodigiani | 0 – 0 | Trapani |  |

| 4 dicembre 1994 14ª giornata | Sora | 2 – 0 | Lodigiani |  |

| 11 dicembre 1994 15ª giornata | Lodigiani | 3 – 1 | Casarano |  |

| 18 dicembre 1994 16ª giornata | Lodigiani | 0 – 2 | Reggina |  |

| 30 dicembre 1994 17ª giornata | Atletico Catania | 0 – 0 | Lodigiani |  |

#### Girone di ritorno
| 8 gennaio 1995 18ª giornata | Lodigiani | 4 – 0 | Barletta |  |

| 22 gennaio 1995 19ª giornata | Empoli | 0 – 0 | Lodigiani |  |

| 29 gennaio 1995 20ª giornata | Lodigiani | 0 – 0 | Ischia Isolaverde |  |

| 19 febbraio 1995 21ª giornata | Nola | 0 – 0 | Lodigiani |  |

| 26 febbraio 1995 22ª giornata | Lodigiani | 1 – 1 | Chieti |  |

| 5 marzo 1995 23ª giornata | Juventus Stabia | 0 – 1 | Lodigiani |  |

| 12 marzo 1995 24ª giornata | Lodigiani | 0 – 0 | Pontedera |  |

| 19 marzo 1995 25ª giornata | Lodigiani | 2 – 2 | Avellino |  |

| 26 marzo 1995 26ª giornata | Turris | 4 – 0 | Lodigiani |  |

| 2 aprile 1995 27ª giornata | Lodigiani | 0 – 2 | Gualdo |  |

| 9 aprile 1995 28ª giornata | Siena | 1 – 1 | Lodigiani |  |

| 23 aprile 1995 29ª giornata | Lodigiani | 1 – 0 | Siracusa |  |

| 30 aprile 1995 30ª giornata | Trapani | 2 – 0 | Lodigiani |  |

| 7 maggio 1995 31ª giornata | Lodigiani | 2 – 1 | Sora |  |

| 14 maggio 1995 32ª giornata | Casarano | 3 – 0 | Lodigiani |  |

| 21 maggio 1995 33ª giornata | Reggina | 2 – 0 | Lodigiani |  |

| 28 maggio 1995 34ª giornata | Lodigiani | 2 – 0 | Atletico Catania |  |